# Audea melanoplaga
Audea melanoplaga är en fjärilsart som beskrevs av George Francis Hampson 1902. Audea melanoplaga ingår i släktet Audea och familjen nattflyn. Inga underarter finns listade i Catalogue of Life.